# Gran Premio di Monaco di Formula 3 1964
Il Gran Premio di Monaco di Formula 3 1964 (VI Grand Prix de Monaco - Formule 3)  fu una gara automobilistica riservata a vetture di Formula 3 che si tenne sul Circuito di Montecarlo il 9 maggio, a supporto del Gran Premio di Formula 1, prima prova del campionato mondiale del 1964. Fu la settima edizione della gara, che nelle cinque precedenti occasioni impiegò vetture di Formula Junior, e nella prima edizione vetture di F3.
La vittoria andò al pilota britannico Jackie Stewart, della Tyrrell Racing Organisation, al volante di una Cooper T27-BMC.
La gara venne disputata su due batterie di 16 giri (pari a 50,42 km), più una finale, coi migliori, da 25 giri (pari da 75,48 km).

## Piloti e team
| Team                              | Telaio               | Nr | Pilota                   |
| --------------------------------- | -------------------- | -- | ------------------------ |
| Josef Hecht                       | Lola Mk3-Ford        | 30 | Josef Hecht              |
| Franz Müller                      | Lotus 31-Ford        | 31 | "Franz Müller"           |
| Isar Racing Team                  | Cooper               | 32 | Rudolph Thurner          |
| Automobiles Gabriel Aumont        | Aumont-Panhard       | 33 | Gabriel Aumont           |
| Automobiles Gabriel Aumont        | Aumont-Panhard       | 81 | "Etienne"                |
| Alain Leguellec                   | Lotus 22-Ford        | 34 | Alain Leguellec          |
| Ecurie Ford France                | Lotus 27-Ford        | 35 | Jean-Paul Behra          |
| Ecurie Ford France                | Lola Mk55-Ford       | 49 | Eric Offenstadt          |
| Automobiles René Bonnet           | René Bonnet -Renault | 36 | Jean-Pierre Beltoise     |
| Société dea Automobiles Alpine    | Alpine A270-Renault  | 37 | Mauro Bianchi            |
| Société dea Automobiles Alpine    | Alpine A270-Renault  | 38 | Henri Grandsire          |
| Société dea Automobiles Alpine    | Alpine A270-Renault  | 39 | Jean Rolland             |
| Jean Blanc                        | Brabham BT9 -Ford    | 40 | Jean Blanc               |
| Ecurie Méditerranée               | Lotus 22 -Ford       | 41 | Henri Julien             |
| Patrick dal Bo                    | Brabham BT9 -Ford    | 42 | Patrick dal Bo           |
| Michel Dourel                     | Cooper T56 -BMC      | 43 | Michel Dourel            |
| Michel Finquel                    | Brabham BT2 -Ford    | 44 | Michel Finquel           |
| Jim Russell Racing Driving School | Cooper T72-BMC       | 45 | Jean-Pierre Jaussaud     |
| Jim Russell Racing Driving School | Lotus 27-Ford        | 63 | Jack Hatter              |
| Jim Russell Racing Driving School | Lotus 27-Ford        | 64 | Melvyn Long              |
| Philippe Vidal                    | Lotus 27 -BMC        | 46 | Philippe Vidal           |
| Jean-Pierre Muller                | Lotus 22 -Ford       | 47 | Jean-Pierre Muller       |
| Michel Nicol                      | Gemini-BMC           | 48 | Michel Nicol             |
| GRAC                              | Lotus-Ford           | 50 | Bernard Plaisance        |
| Team Alexis                       | Alexis-Ford Cosworth | 51 | John Ampt                |
| Team Alexis                       | Alexis-Ford Cosworth | 52 | Paul Hawkins             |
| Team Alexis                       | Alexis-Ford Cosworth | 53 | George Smith             |
| Midland Racing Partnership        | Lola Mk55-Ford       | 54 | Richard Attwood          |
| Midland Racing Partnership        | Lola Mk55-Ford       | 55 | Bill Bradley             |
| Janspeed Engineering              | Brabham BT6-BMC      | 56 | Clive Baker              |
| Sports Motors                     | Brabham BT9-Ford     | 57 | Rodney Bloor             |
| David Coode                       | Penny-Ford           | 58 | David Coode              |
| Anglo-Swiss Team                  | Lotus 22-Ford        | 59 | Piers Courage            |
| Anglo-Swiss Team                  | Lotus 22-Ford        | 60 | Jonathan Williams        |
| Anglo-Scottish Team               | Cooper T67-BMC       | 61 | Charles Chrichton-Stuart |
| Rochester Racing                  | Lola Mk2-BMC         | 62 | Tony Goodwin             |
| Tyrrell Racing Organisation       | Cooper T72-BMC       | 65 | Jacques Maglia           |
| Tyrrell Racing Organisation       | Cooper T72-BMC       | 66 | Jackie Stewart           |
| Arthur Mallock                    | U2 3-Ford            | 67 | Arthur Mallock           |
| Baldyne Engineering               | Cooper T72-BMC       | 68 | Denis O'Sullivan         |
| Overland Executive London         | Cooper T72-BMC       | 69 | Jack Pearce              |
| Overland Executive London         | Cooper T72-BMC       | 70 | Adam Wyllie              |
| Peterson Racing Organisation      | Brabham BT6-Ford     | 71 | John Peterson            |
| Downton Engineering               | Cooper T72-BMC       | 72 | Rob Slotemaker           |
| Adam Wyllie                       | Lotus 22-Ford        | 73 | Adam Wyllie              |
| Scuderia Sant'Ambrœus             | Lotus 22-DKW         | 74 | Pino Babbini             |
| Scuderia Sant'Ambrœus             | Cooper T67           | 75 | Leo Cella                |
| Scuderia Sant'Ambrœus             | Alexis-Ford          | 76 | Bruno Deserti            |
| Scuderia Cotrone                  | de Sanctis-Lancia    | 77 | Sergio Bettoja           |
| Scuderia Centro-Sud               | Wainer-Ford          | 78 | Ernesto Brambilla        |
| Mario Casoni                      | De Tomaso-Ford       | 79 | Sergio Bettoja           |
| Scuderia Soracaima                | de Sanctis-Lancia    | 80 | "Geki"                   |
| Stefan Sklenar                    | Lotus-Ford           | 82 | Stefan Sklenar           |
| Scuderia Tartaruga                | Brabham-Ford         | 82 | Hans-Dieter Dechent      |
| Fritz Heini                       | Cooper-BMC           | 83 | Fritz Heini              |
| Scuderia Testudo                  | Brabham BT6-BMC      | 84 | Silvio Moser             |
| Georges Rossetti                  | Lotus 22-Ford        | 85 | Georges Rossetti         |
|                                   | Lotus 22-Ford        |    | Barry Wood               |

## Qualifiche

### Risultati
I risultati delle qualifiche sono i seguenti:

#### Batteria 1
| Pos | Nr | Pilota         | Vettura    | Tempo  |
| --- | -- | -------------- | ---------- | ------ |
| 1   | 66 | Jackie Stewart | Cooper-BMC | 1'44"6 |

#### Batteria 2
| Pos | Nr | Pilota       | Vettura                   | Tempo  |
| --- | -- | ------------ | ------------------------- | ------ |
| 1   | 84 | Silvio Moser | Brabham BT6 FJ-17-63-Ford | 1'46"6 |

## Gara

### Resoconto
Le due batterie qualificano i migliori alla finale che si disputa il sabato, dopo le prove del gran premio. La gara è dominata da Jackie Stewart, alla media oraria di 106 km/h, davanti a Silvio Moser e Mauro Bianchi. Alla curva del Tabaccaio si verificano degli incidenti, a Jaussaud, Ampt e Slotemaker, senza conseguenze per i piloti.

### Risultati

#### Batteria 1
I risultati della prima batteria sono i seguenti:
| Pos | Nr | Pilota            | Vettura        | Giri | Tempo/Ritiro | Griglia |
| --- | -- | ----------------- | -------------- | ---- | ------------ | ------- |
| 1   | 66 | Jackie Stewart    | Cooper-BMC     | 16   | 28'45"0      | 1       |
| 2   | 37 | Mauro Bianchi     | Alpine-Renault | 16   | + 29"4       | 7       |
| 3   | 55 | Bill Bradley      | Lola-Ford      | 16   | + 47"1       | 2       |
| 4   | 55 | Jack Pearce       | Cooper-BMC     | 16   | + 50"3       | 3       |
| 5   | 85 | Georges Rossetti  | Lotus-Ford     | 16   | + 51"6       | 6       |
| 6   | 60 | Jonathan Williams | Lotus-Ford     | 16   | + 57"4       | 4       |
| 7   | 56 | Clive Baker       | Brabham-BMC    | 16   | +1'07"9      | 8       |
| 8   | 49 | Eric Offenstadt   | Lola-Ford      | 16   | +1'12"5      | 14      |
| 9   | 73 | Adam Wyllie       | Lotus-Ford     | 16   | +1'19"2      | 10      |
| 10  | 42 | Patrick Dal Bo    | Brabham-Ford   | 16   | +1'57"9      | 11      |
| 11  | 39 | Jean Rolland      | Alpine-Renault | 15   | + 1 giro     | 13      |
| 12  | 39 | Michel Dourel     | Cooper-BMC     | 15   | + 1 giro     | 15      |
| 13  | 38 | Henri Grandsire   | Alpine-Renault | 15   | + 1 giro     | 12      |
| 14  | 83 | Fritz Heini       | Cooper-BMC     | 15   | + 1 giro     | 16      |
| Rit | 81 | "Etienne"         | Aumont-Panhard |      |              | 18      |
| Rit | 48 | Michel Nicol      | Gemini-BMC     |      |              | 17      |
| Rit | 64 | Melvyn Long       | Lotus-Ford     | 4    |              | 5       |
| Rit | 30 | Josef Hecht       | Lola-Ford      | 2    |              | 9       |

#### Batteria 2
I risultati della seconda batteria sono i seguenti:
| Pos | Nr | Pilota               | Vettura               | Giri | Tempo/Ritiro | Griglia |
| --- | -- | -------------------- | --------------------- | ---- | ------------ | ------- |
| 1   | 84 | Silvio Moser         | Brabham - Ford        | 16   | 28'52"9      | 1       |
| 2   | 46 | Philippe Vidal       | Lola-BMC              | 16   | + 15"9       | 3       |
| 3   | 51 | John Ampt            | Alexis -Ford Cosworth | 16   | + 16"5       | 4       |
| 4   | 76 | Bruno Deserti        | Alexis -Ford          | 16   | + 25"3       | 9       |
| 5   | 34 | Alain Leguellec      | Lotus-Ford            | 16   | +1'07"7      | 9       |
| 6   | 31 | "Franz Müller"       | Lotus-Ford            | 16   | +1'09"8      | 11      |
| 7   | 57 | Rodney Bloor         | Brabham-Ford          | 16   | +1'10"2      | 7       |
| 8   | 72 | Rob Slotemaker       | Cooper-BMC            | 16   | +1'17"4      | 6       |
| 9   | 45 | Jean-Pierre Jaussaud | Cooper-BMC            | 16   | +1'24"4      | 2       |
| 10  | 35 | Jean-Paul Behra      | Lotus-Ford            | 15   | + 1 giro     | 16      |
| 11  | 62 | Tony Goodwin         | Lola-BMC              | 15   | + 1 giro     | 10      |
| 12  | 59 | Piers Courage        | Lotus-Ford            | 15   | + 1 giro     | 5       |
| 13  | 67 | Arthur Mallock       | U2-Ford               | 15   | + 1 giro     | 14      |
| Rit | 41 | Henri Julien         | Lotus-Ford            | 15   |              | 18      |
| 15  | 44 | Michel Finquel       | Brabham-Ford          | 14   | + 2 giri     | 17      |
| Rit | 71 | John Peterson        | Brabham-Ford          | 9    |              | 8       |
| Rit | 68 | Denis O'Sullivan     | Cooper-BMC            |      |              | 15      |
| Rit | 40 | Jean Blanc           | Brabham-Ford          |      |              | 13      |

#### Finale
I risultati della finale sono i seguenti:
| Pos                                 | Nr | Pilota               | Vettura               | Giri | Tempo/Ritiro | Griglia |
| ----------------------------------- | -- | -------------------- | --------------------- | ---- | ------------ | ------- |
| 1                                   | 66 | Jackie Stewart       | Cooper-BMC            | 25   | 42'35"0      | 1       |
| 1                                   | 84 | Silvio Moser         | Brabham-Ford          | 25   | + 17"0       | 2       |
| 2                                   | 37 | Mauro Bianchi        | Alpine-Renault        | 25   | + 38"9       | 3       |
| 4                                   | 46 | Philippe Vidal       | Lola-BMC              | 25   | + 56"6       | 4       |
| 5                                   | 49 | Eric Offenstadt      | Lola-Ford             | 25   | +1'27"3      | 12      |
| 6                                   | 55 | Jack Pearce          | Cooper-BMC            | 25   | +1'29"0      | 8       |
| 7                                   | 85 | Georges Rossetti     | Lotus-Ford            | 25   | +2'03"1      | 9       |
| 8                                   | 31 | "Franz Müller"       | Lotus-Ford            | 25   | +2'06"7      | 15      |
| 9                                   | 57 | Rodney Bloor         | Brabham-Ford          | 23   | +2 giri      | 16      |
| 10                                  | 56 | Clive Baker          | Brabham-BMC           | 23   | +2 giri      | 11      |
| 11                                  | 34 | Alain Leguellec      | Lotus-Ford            | 23   | +2 giri      | 13      |
| 12                                  | 62 | Tony Goodwin         | Lola-BMC              | 22   | +3 giri      | 22      |
| 13                                  | 35 | Jean-Paul Behra      | Lotus-Ford            | 22   | +3 giri      | 21      |
| Rit                                 | 55 | Bill Bradley         | Lola-Ford             | 20   |              | 6       |
| Rit                                 | 72 | Rob Slotemaker       | Cooper-BMC            | 18   |              | 17      |
| Rit                                 | 39 | Jean Rolland         | Alpine-Renault        | 17   |              | 20      |
| Rit                                 | 45 | Jean-Pierre Jaussaud | Cooper-BMC            | 17   |              | 18      |
| Rit                                 | 60 | Jonathan Williams    | Lotus-Ford            | 15   |              | 10      |
| Rit                                 | 42 | Patrick Dal Bo       | Brabham-Ford          |      |              | 19      |
| Rit                                 | 73 | Adam Wyllie          | Lotus-Ford            |      |              | 12      |
| Rit                                 | 76 | Bruno Deserti        | Alexis -Ford          |      |              | 7       |
| Rit                                 | 51 | John Ampt            | Alexis -Ford Cosworth |      |              | 5       |
| Giro veloce: Jackie Stewart, 1'44"3 |    |                      |                       |      |              |         |